# 第53回グラミー賞
第53回グラミー賞 (53rd Grammy Awards) は2011年2月13日にステイプルズ・センター（一部、部門はロサンゼルス・コンベンションセンター）で発表された。テレビは例年通りCBSで放送され、日本ではWOWOWとInterFM、ミュージックバードで放送された。ノミネートは2010年12月1日午後7時 (PST) にクラブノキアで発表された。

## 受賞・候補
受賞は各部門最上段に太字のもの

### 総合（主要4部門）
年間最優秀レコード賞
- "ニード・ユー・ナウ～いま君を愛してる（Need You Now）" - レディ・アンテベラム
- "ナッシン・オン・ユー（Nothin' on You）" - B.o.B featuring ブルーノ・マーズ
- "ラヴ・ザ・ウェイ・ユー・ライ（Love the Way You Lie）" - エミネム featuring リアーナ
- "ファック・ユー（F*** You）" - シーロー・グリーン
- "エンパイア・ステイト・オブ・マインド（Empire State of Mind）" - ジェイ・Z＆アリシア・キーズ

年間最優秀アルバム賞
- 『ザ・サバーブス（The Suburbs）』 - アーケード・ファイア
- 『リカヴァリー（Recovery）』 - エミネム
- 『ニード・ユー・ナウ～いま君を愛してる（Need You Now）』 - レディ・アンテベラム
- 『ザ・モンスター（The Fame Monster）』 - レディー・ガガ
- 『ティーンエイジ・ドリーム（Teenage Dream）』 - ケイティ・ペリー

年間最優秀楽曲賞
- "ニード・ユー・ナウ～いま君を愛してる（Need You Now）" - レディ・アンテベラム
- "ベッグ・スティール・オア・ボロウ（Beg, Steal or Borrow）" - レイ・ラモンターニュ（英語版）＆ザ・パリア・ドッグス
- "ファック・ユー（F*** You）" - シーロー・グリーン
- "ザ・ハウス・ザット・ビルト・ミー（The House That Built Me）" - ミランダ・ランバート
- "ラヴ・ザ・ウェイ・ユー・ライ（Love the Way You Lie）" - エミネム featuring リアーナ

最優秀新人賞
- エスペランサ・スポルディング
- ジャスティン・ビーバー
- ドレイク
- フローレンス・アンド・ザ・マシーン
- マムフォード・アンド・サンズ

### ポップ
最優秀女性ポップ・ボーカル・パフォーマンス
- "Bad Romance" – レディー・ガガ

最優秀男性ポップ・ボーカル・パフォーマンス
- "Just the Way You Are" – ブルーノ・マーズ

最優秀ポップ・パフォーマンス（デュオもしくはグループ）
- "Hey" (Live) – トレイン

最優秀ポップ・コラボレーション
- "Imagine" – ハービー・ハンコック、P!NK、インディア・アリー、シール、Konono Nº1、ジェフ・ベック、ウム・サンガレ（ハービー・ハンコック『イマジン・プロジェクト（The Imagine Project）』所収）

最優秀ポップ・インストゥルメンタル・パフォーマンス
- "Nessun Dorma" – ジェフ・ベック（『エモーション・アンド・コモーション（Emotion & Commotion）』所収）

最優秀ポップ・インストゥルメンタル・アルバム
- 『TAKE YOUR PICK』 - ラリー・カールトン＆松本孝弘
- 『Pushing the Envelope』 – ジェラルド・アルブライト
- 『ハート・アンド・ソウル（Heart and Soul）』 – ケニー・G
- 『Singularity』 – ロビー・クリーガー
- 『Everything Is Everything: The Music of Donny Hathaway』 – カーク・ウェイラム

最優秀ポップ・ボーカル・アルバム
- 『ザ・モンスター（The Fame Monster）』 - レディー・ガガ
- 『マイ・ワールズ（My World 2.0）』 – ジャスティン・ビーバー
- 『夢やぶれて（I Dreamed a Dream）』 – スーザン・ボイル
- 『Battle Studies』 – ジョン・メイヤー
- 『ティーンエイジ・ドリーム（Teenage Dream）』 – ケイティ・ペリー

### ダンス
最優秀ダンス録音
- リアーナ "オンリー・ガール (イン・ザ・ワールド)（Only Girl）" - Crystal Johnson、ミッケル・ストリアー・エリクセン、トール・エリック・ハーマセン、Sandy Wilhelm（プロデューサー）。Stargate、Sandy Vee（ミキサー）。（『ラウド（Loud）』所収）

最優秀エレクトロニック／ダンス・アルバム
- 『ラ・ルー（La Roux）』 – ラ・ルー
- 『ジーズ・ホープフル・マシーンズ～未来永劫（These Hopeful Machines）』 – BT
- 『時空の彼方へ（Further）』 – ザ・ケミカル・ブラザーズ
- 『Head First』 – ゴールドフラップ
- 『ブラック・ライト（Black Light）』 – グルーヴ・アルマダ

### トラディショナル・ポップ
最優秀トラディショナル・ポップ・ボーカル・アルバム
- 『クレイジー・ラヴ（Crazy Love）』 – マイケル・ブーブレ
- 『The Greatest Love Songs of All Time』 – バリー・マニロウ
- 『Let It Be Me: Mathis in Nashville』 – ジョニー・マティス
- 『Fly Me to the Moon... The Great American Songbook Volume V』 – ロッド・スチュアート
- 『ラヴ・イズ・ジ・アンサー（Love Is the Answer）』 – バーブラ・ストライサンド

### ロック
最優秀ソロ・ロック・ボーカル・パフォーマンス
- "Helter Skelter" – ポール・マッカートニー（『グッド・イヴニング・ニューヨーク・シティ〜ベスト・ヒッツ・ライヴ（Good Evening New York City）』所収）

最優秀ロック・パフォーマンス（デュオもしくはグループ）
- "Tighten Up" – ザ・ブラック・キーズ（『ブラザーズ（Brothers）』所収）

最優秀ハードロック・パフォーマンス
- "New Fang" – ゼム・クルックド・ヴァルチャーズ（『ゼム・クルックド・ヴァルチャーズ（Them Crooked Vultures）』所収）

最優秀メタル・パフォーマンス
- "El Dorado" – アイアン・メイデン（『ファイナル・フロンティア（The Final Frontier）』所収）

最優秀ロック・インストゥルメンタル・パフォーマンス
- "Hammerhead" – ジェフ・ベック（『エモーション・アンド・コモーション（Emotion & Commotion）』所収）

最優秀ロック・ソング
- "Angry World" – ニール・ヤング（『ル・ノイズ（Le Noise）』所収）

最優秀ロック・アルバム
- 『ザ・レジスタンス（The Resistance）』 - ミューズ
- 『エモーション・アンド・コモーション（Emotion & Commotion）』 – ジェフ・ベック
- 『バックスペイサー（Backspacer）』 – パール・ジャム
- 『モジョ（Mojo）』 – トム・ペティ&ザ・ハートブレイカーズ
- 『ル・ノイズ（Le Noise）』 – ニール・ヤング

### オルタナティヴ
最優秀オルタナティヴ・ミュージック・アルバム
- 『ブラザーズ（Brothers）』 – ザ・ブラック・キーズ
- 『ザ・サバーブス（The Suburbs）』 – アーケイド・ファイア
- 『インフィニット・アームズ（Infinite Arms）』 – バンド・オブ・ホーセズ
- 『ブロークン・ベルズ（Broken Bells）』 – ブロークン・ベルズ
- 『コントラ（Contra）』 – ヴァンパイア・ウィークエンド

### R&B
最優秀女性R&Bヴォーカル・パフォーマンス
- "Bittersweet" - ファンテイジア（英語版）（『バック・トゥ・ミー（Back to Me）』所収）

最優秀男性R&Bヴォーカル・パフォーマンス
- "There Goes My Baby" - アッシャー（『レイモンド V レイモンド（Raymond v. Raymond）』所収）

最優秀ヴォーカル・パフォーマンス（デュオもしくはグループ）
- "Soldier of Love" - シャーデー（『ソルジャー・オブ・ラヴ（Soldier of Love）』所収）

最優秀トラディショナルR&Bヴォーカル・パフォーマンス
- "Hang On in There" - ジョン・レジェンド＆ザ・ルーツ（『ウェイク・ アップ！（Wake Up!）』所収）

最優秀アーバン／オルタナティブ・パフォーマンス
- "Fuck You" - シーロー・グリーン（『The Lady Killer』所収）

最優秀R&Bソング
- ジョン・レジェンド＆ザ・ルーツ "Shine" - John Stephens（ソングライター）（『ウェイク・ アップ！（Wake Up!）』所収）

最優秀R&Bアルバム
- 『ウェイク・ アップ！（Wake Up!）』- ジョン・レジェンド＆ザ・ルーツ
- 『Still Standing』 – モニカ
- 『バック・トゥ・ミー（Back to Me）』 –  ファンテイジア（英語版）
- 『アナザー・ラウンド（Another Round）』 – ジャヒーム
- 『The Love & War Masterpeace』 – ラヒーム・デヴォーン

最優秀コンテンポラリーR&Bアルバム
- 『レイモンド V レイモンド（Raymond v. Raymond）』 - アッシャー
- 『Untitled』 – R・ケリー
- 『グラフィティ（Graffiti）』 – クリス・ブラウン
- 『Transition』 – Ryan Leslie
- 『The ArchAndroid』 – ジャネール・モネイ

### ラップ
最優秀ラップ・パフォーマンス
- "Not Afraid" - エミネム（『リカヴァリー（Recovery）』所収）

最優秀ラップ・パフォーマンス（デュオもしくはグループ）
- "On to the Next One" – ジェイ・Z＆スウィズ・ビーツ

最優秀ラップ・ソング・コラボレーション
- "エンパイア・ステイト・オブ・マインド（Empire State of Mind）" - ジェイ・Z＆アリシア・キーズ

最優秀ラップ・ソング
- ジェイ・Z＆アリシア・キーズ "エンパイア・ステイト・オブ・マインド（Empire State of Mind）" - Shawn Carter、Angela Hunte、Burt Keyes、アリシア・キーズ、Jane't "Jnay" Sewell-Ulepic、Alexander Shuckburgh（ソングライター）

最優秀ラップ・アルバム
- 『リカヴァリー（Recovery）』 - エミネム
- 『The Adventures Of Bobby Ray』 – B.o.B
- 『Thank Me Later』 – ドレイク
- 『The Blueprint 3』 – ジェイ・Z
- 『How I Got Over』 – ザ・ルーツ

### カントリー
最優秀カントリー・ボーカル・パフォーマンス（女性）
- "The House That Built Me" – ミランダ・ランバート（『Revolution』所収）

最優秀カントリー・ボーカル・パフォーマンス（男性）
- "'Til Summer Comes Around" – キース・アーバン（『Defying Gravity』所収）

最優秀カントリー・ボーカル・パフォーマンス（デュオもしくはグループ）
- "ニード・ユー・ナウ～いま君を愛してる（Need You Now）" - レディ・アンテベラム（『ニード・ユー・ナウ（Need You Now）』所収）

最優秀カントリー・コラボレーション（ボーカルあり）
- "A" – Zac Brown Band＆Alan Jackson

最優秀カントリー・インストゥルメンタル・パフォーマンス
- "Hummingbyrd" – マーティ・スチュアート（英語版）

最優秀カントリー・ソング
- レディ・アンテベラム "ニード・ユー・ナウ～いま君を愛してる（Need You Now）" - Dave Haywood、Josh Kear、Charles Kelley、Hillary Scott（ソングライター）（『ニード・ユー・ナウ（Need You Now）』所収）

最優秀カントリー・アルバム
- 『ニード・ユー・ナウ（Need You Now）』 – レディ・アンテベラム

### ニューエイジ
最優秀ニューエイジ・アルバム
- 『ミホ：ジャーニー・トゥー・ザ・マウンテン（Miho: Journey to the Mountain）』 - ポール・ウィンター・コンソート

### ジャズ
最優秀コンテンポラリー・ジャズ・アルバム
- 『スタンリー・クラーク・バンド フィーチャリング 上原ひろみ（The Stanley Clarke Band）』 - スタンリー・クラーク・バンド
- 『Never Can Say Goodbye: The Music of Michael Jackson』 – ジョーイ・デフランセスコ（英語版）
- 『Now Is the Time』 – ジェフ・ローバー
- 『トゥ・ザ・ワン（To the One）』 – ジョン・マクラフリン
- 『Backatown』 – トロンボーン・ショーティ（英語版）

最優秀ジャズ・ボーカル・アルバム
- 『トゥ・ビリー・ウィズ・ラヴ・フロム・ディー・ディー・ブリッジウォーター（Eleanora Fagan (1915-1959): To Billie with Love from Dee Dee Bridgewater）』 - ディー・ディー・ブリッジウォーター
- 『Freddy Cole Sings Mr. B』 – フレディ・コール（英語版）
- 『When Lights Are Low』 – デニース・ドナテッリ
- 『Ages』 – ロレイン・フェザー
- 『ウォーター（Water）』 – グレゴリー・ポーター

最優秀インプロヴァイズド・ジャズ・ソロ
- "A Change Is Gonna Come" - ハービー・ハンコック（『イマジン・プロジェクト（The Imagine Project）』所収）

最優秀ジャズ・インストゥルメンタル・アルバム
- 『ムーディ4B（Moody 4B）』 - ジェームス・ムーディ（英語版）
- 『ポジトゥートリー（Positootly!）』 – ジョン・ビーズリー
- 『The New Song and Dance』 – クレイトン・ブラザーズ（英語版）
- 『Historicity』 – ヴィジェイ・アイヤー（英語版）
- 『Providencia』 – ダニーロ・ペレス（英語版）

最優秀ラージ・ジャズ・アンサンブル・アルバム
- 『Mingus Big Band Live at Jazz Standard』 - ミンガス・ビッグ・バンド

最優秀ラテン・ジャズ・アルバム
- 『チューチョズ・ステップス（Chucho's Steps）』 - チューチョ・バルデース＆ジ・アフロキューバン・メッセンジャース

### ゴスペル
最優秀ゴスペル・パフォーマンス
- "Grace" – BeBe＆CeCe Winans（『Still』所収）

最優秀ゴスペル・ソング
- カーク・ウェイラム＆レイラ・ハサウェイ "It's What I Do" - Jerry Peters、Kirk Whalum（ソングライター）

最優秀ロックもしくはラップ・ゴスペル・アルバム
- 『Hello Hurricane』 – スウィッチフット

最優秀ポップ／コンテンポラリー・ゴスペル・アルバム
- 『Love God. Love People.』 – Israel Houghton

最優秀サザン、カントリーもしくはブルーグラス・ゴスペル・アルバム
- 『The Reason』 – Diamond Rio

最優秀トラディショナル・ゴスペル・アルバム
- 『Downtown Church』 – パティ・グリフィン（英語版）

最優秀コンテンポラリーR&Bゴスペル・アルバム
- 『Still』 – BeBe & CeCe Winans

### ラテン
最優秀ラテン・ポップ・アルバム
- 『Paraíso Express』 – アレハンドロ・サンス

最優秀ラテン・ロック、オルタナティヴもしくはアーバン・アルバム
- 『El Existential』 – グルーポ・ファンタスマ（英語版）

最優秀トロピカル・ラテン・アルバム
- 『Viva la Tradición』 – Spanish Harlem Orchestra

最優秀テハーノ・アルバム
- 『Recuerdos』 – Little Joe & la Familia

### アメリカン・ルーツ
最優秀アメリカーナ・アルバム
- 『ユー・アー・ノット・アローン（You Are Not Alone）』 – メイヴィス・ステイプルズ

最優秀ブルーグラス・アルバム
- 『Mountain Soul II』 – パティ・ラヴレス（英語版）

最優秀トラディショナル・ブルース・アルバム
- 『Joined at the Hip』 – パイントップ・パーキンズ＆Willie "Big Eyes" Smith

最優秀コンテンポラリー・ブルース・アルバム
- 『リヴィング・プルーフ（Living Proof）』 – バディ・ガイ

最優秀トラディショナル・フォーク・アルバム
- 『Genuine Negro Jig』 – Carolina Chocolate Drops

最優秀コンテンポラリー・フォーク・アルバム
- 『God Willin' & the Creek Don't Rise』 – Ray LaMontagneand the Pariah Dogs

最優秀ハワイアン・ミュージック・アルバム
- 『Huana Ke Aloha』 – ティア・カレル

最優秀ネイティブ・アメリカン・ミュージック・アルバム
- 『2010 Gathering of Nations Pow Wow: A Spirit's Dance』 – Various Artists。Derek Mathews、Dr. Lita Mathews、Melonie Mathews（プロデューサー）。

最優秀ザディコもしくはケイジャン・ミュージック・アルバム
- 『Zydeco Junkie』 – Chubby Carrier and the Bayou Swamp Band

### レゲエ
最優秀レゲエ・アルバム
- 『Before the Dawn』 - ブジュ・バントン

### ワールドミュージック
最優秀トラディショナル・ワールドミュージック・アルバム
- 『アリー＆トゥマニ（Ali and Toumani）』 – アリ・ファルカ・トゥーレ＆トゥマニ・ジャバテ

最優秀コンテンポラリー・ワールドミュージック・アルバム
- 『Throw Down Your Heart, Africa Sessions Part 2: Unreleased Tracks』 – ベラ・フレック

### チルドレンズ
最優秀ミュージカル・アルバム（子供向け）
- 『Tomorrow's Children』 – ピート・シーガー with the Rivertown Kids and Friends

最優秀スポークン・ワード・アルバム（子供向け）
- 『Julie Andrews' Collection of Poems, Songs, And Lullabies』 – ジュリー・アンドリュース＆エマ・ウォルトン・ハミルトン（英語版）

### スポークン・ワード
最優秀スポークン・ワード・アルバム
- 『Earth』 - ジョン・スチュワート（with Samantha Bee、Wyatt Cenac、Jason Jones、ジョン・オリバー、シガニー・ウィーバー）

### コメディ
最優秀コメディ・アルバム
- 『Stark Raving Black』 – ルイス・ブラック

### ミュージカル・ショー
最優秀ミュージカル・ショー・アルバム
- 『アメリカン・イディオット（American Idiot）』 featuring グリーン・デイ – ビリー・ジョー・アームストロング（プロデューサー）。グリーン・デイ（作曲者）。ビリー・ジョー・アームストロング（作詞者）。

### 映画、テレビ、その他ビジュアルメディア向け
最優秀コンピレーション・サウンドトラック（映画、テレビ、その他ビジュアルメディア向け）
- 『クレイジー・ハート：オリジナル・サウンドトラック（Crazy Heart: Original Motion Picture Soundtrack）』

最優秀スコア・サウンドトラック・アルバム（映画、テレビ、その他ビジュアルメディア向け）
- 『トイ・ストーリー3（Toy Story 3）』 - ランディ・ニューマン（作曲者）

最優秀楽曲（映画、テレビ、その他ビジュアルメディア向け）
- ライアン・ビンガム（英語版） "The Weary Kind"（『クレイジー・ハート：オリジナル・サウンドトラック（Crazy Heart: Original Motion Picture Soundtrack）』所収） - ライアン・ビンガム、T・ボーン・バーネット（ソングライター）

### 作曲・編曲
最優秀インストゥルメンタル作曲
- "The Path Among the Trees" – ビリー・チャイルズ（作曲者）（『Autumn: In Moving Pictures (Jazz-Chamber Music Vol. 2)』所収）

最優秀インストゥルメンタル編曲
- "Carlos" – ヴィンス・メンドーサ（編曲者）（メトロポール・オーケストラ、ヴィンス・メンドーサ『54』所収）

最優秀インストゥルメンタル編曲（ボーカリストあり）
- クリストファー・ティン（英語版）、ソウェト・ゴスペル・クワイア（英語版）、ロイヤル・フィルハーモニー管弦楽団 "ババイェツの歌（Baba Yetu）" - クリストファー・ティン（編曲者）

### パッケージ
最優秀録音パッケージ
- ザ・ブラック・キーズ『ブラザーズ（Brothers）』 – Michael Carney（アート・ディレクター）

最優秀ボックスドもしくは特別限定版パッケージ
- ザ・ホワイト・ストライプス『Under Great White Northern Lights (Limited Edition Box Set)』 – Rob Jones、ジャック・ホワイト（アート・ディレクター）

### アルバム・ノーツ
最優秀アルバム・ノーツ
- ビッグ・スター『Keep an Eye on the Sky』 – Robert Gordon（アルバム・ノーツ・ライター）

### ヒストリカル
最優秀ヒストリカル・アルバム
- ザ・ビートルズ『ザ・ビートルズ BOX（The Beatles Stereo Box Set）』 - Jeff Jones（コンピレーション・プロデューサー）。ポール・ヒックス（英語版）、Sean Magee、Guy Massey、Sam Okell、Steve Rooke（マスタリング・エンジニア）。

### 制作（非クラシカル）
最優秀エンジニアド・アルバム（非クラシカル）
- ジョン・メイヤー『バトル・スタディーズ（Battle Studies）』 - マイケル・ブラウアー（英語版）、Joe Ferla、Chad Franscoviak、Manny Marroquin（エンジニア）

プロデューサー・オブ・ザ・イヤー（非クラシカル）
- デンジャー・マウス

最優秀リミックスド録音
- マドンナ "リヴォルヴァー（Revolver）" (David Guetta's One Love Club Remix) - デヴィッド・ゲッタ、アフロジャック（リミキサー）

### 制作（サラウンド・サウンド）
最優秀サラウンド・サウンド・アルバム
- マイケル・スターン＆Kansas City Symphony『ブリテン：青少年のための管弦楽入門（Britten's Orchestra）』- Keith O. Johnson（サラウンド・ミックス・エンジニア）。Keith O. Johnson（サラウンド・マスタリング・エンジニア）。David Frost（サラウンド・プロデューサー）。

### クラシック
最優秀インストゥルメンタル・ソリスト演奏賞
- 『モーツァルト：ピアノ協奏曲第23番 第24番（Mozart: Piano Concertos Nos. 23 & 24）』 - 内田光子

### ミュージック・ビデオ
最優秀短編ミュージック・ビデオ
- レディ・ガガ "バッド・ロマンス（Bad Romance）" – フランシス・ローレンス（ビデオ・ディレクター）。Heather Heller（ビデオ・プロデューサー）。

最優秀長編ミュージック・ビデオ
- ザ・ドアーズ『ドアーズ/まぼろしの世界（When You're Strange）』 – トム・ディチロ（ビデオ・ディレクター）。John Beug、Jeff Jampol、Peter Jankowski、ディック・ウルフ（ビデオ・プロデューサー）。

### 特別賞
ミュージケアーズ・パーソン・オブ・ザ・イヤー
- バーブラ・ストライサンド